# I.Ae. 16 El Gaucho
El I.Ae. 16 "El Gaucho" es un motor de aviación radial a explosión, de 9 cilindros en estrella simple y 450 cv, diseñado por el Instituto Aerotécnico (I.Ae.) de la República Argentina en el año 1943.

## Antecedentes
En 1938 el Instituto Aerotécnico de Argentina había solicitado a la Wright Aircraft Engines Co. de los Estados Unidos la licencia para fabricar su motor Whirlwind 9, conjunto del orden de los 400 caballos para empleo aeronáutico, a fin de producirlo en la Fábrica Militar de Aviones de ese país. Esta fue concedida, pero los sucesos posteriores que llevaron a la Segunda Guerra Mundial, impidieron que la licencia se hiciera efectiva.
El estallido del conflicto y la neutralidad de la Argentina hizo que los Estados Unidos cesaran de proveer todo material aeronáutico. Asimismo el resto de las potencias apenas podían abastecer sus propias necesidades de la contienda. Por tal motivo, el Poder Ejecutivo a través de la Secretaría de Aeronáutica debió implementar la necesaria política de sustitución de importaciones. A finales de 1943 se requirió al Instituto Aeronáutico dirigido por el Comodoro Ing. Juan Ignacio San Martín el desarrollo de un motor de potencia intermedia para impulsar aviones de uso civil y militar que fueran construidos por la Fábrica Militar de Aviones (FMA). Este motor debería poderse fabricar con materiales íntegramente nacionales, sin que se requiriera importar materia prima del exterior.

## Desarrollo
El proyecto de este motor de potencia intermedia recibió la denominación I.Ae. 16. El diseño general corrió a cargo de Ing. Juan Francisco Tirao.
La producción de ciertos elementos motrices se subcontrató a diferentes empresas de capital privado, lo cual se hizo por primera vez con este proyecto y se continuaría en otros posteriores, estableciendo un polo productivo de avanzada en Córdoba. 

## Características
El motor proyectado fue uno radial de 9 cilindros fijos, refrigerados por aire, y de 450 caballos, con cigüeñal de rotación horaria. Se basó en gran medida en el Wright/Continental J-6  R-975 "Whirlwind 9". Este era una eficiente máquina de la industria motriz aeronáutica estadounidense, que de origen entregaba unos 300 o 390 cv. 
La versión local, en tanto, fue proyectada con una mayor compresión con una relación de 6,3:1 para lograr la potencia adicional. Iba dotado de un colector frontal de gases de escape que mejoraba sus características térmicas y aumentaba marginalmente el empuje de la unidad. Este motor se concibió para motorizar principalmente el avión de entrenamiento avanzado de fabricación nacional I.Ae. 22 "DL", cuya fabricación fue simultánea, así como otras máquinas de la industria del país.

## Producción
La firma Guzzetti Hermanos (ubicada en el barrio Villa Corina, Córdoba) se encargó de los carburadores, en tanto que las magnetos de encendido quedaron bajo responsabilidad de la empresa EIPYC. Los embielados completos se fabricaron en la Capital Federal.
Las piezas de acero (cigüeñal, bielas, cilindros) fueron forjadas bajo la dirección técnica de la FMA en los Talleres Ferroviarios de Córdoba, mientras que los cárters fueron fundidos en la misma fábrica, teniendo que preparar para ello las aleaciones de aluminio correspondientes, ya que solo se disponía de material recuperado. En los talleres debieron analizarse distintos tipos de fundiciones y colados para lograr metales de alta calidad y elevadas prestaciones termodinámicas para el desarrollo motriz del I.Ae. 16.
El motor recibió el apodo de "El Gaucho". El primer encendido de unidad en banco de pruebas se realizó el 27 de junio de 1944. 
Cabe destacar que el avión I.Ae. 22 había volado por primera vez el 17 de mayo de ese año, pero motorizado con un Whirlwind 9, condición en la cual fue presentado al por entonces Ministro de Guerra Coronel Juan Perón. El primer vuelo del I.Ae. 22, ahora motorizado con El Gaucho, se realiza el 2 de julio en inmediaciones de la FMA, y el día 9 dicho avión participa en el desfile del 9 de julio en la Capital Federal (con menos de 10 horas de vuelo).
La producción de este motor se hizo en un ritmo relativamente rápido. Se fabricaron más de 300 unidades, la mayoría desde finales de 1944 hasta mediados de 1946.
La construcción de este primer motor nacional fue satisfactoria, si bien ocasionó una serie de problemas  derivados de su producción descentralizada. Ello provocó que fuese propenso a fallas de compresión, y motivó su reemplazo tardío en la línea constructiva de los I.Ae. 22 por algunos ejemplares del motor Armstrong-Siddeley Cheetah de 475 HP, cuando su importación estuvo disponible al finalizar la guerra (aviones a los que se los designó I.Ae. 22C).

## Especificaciones (I.Ae. 16 El Gaucho)

### Características
- Tipo: motor radial de 9 cilindros en estrella simple
- Diámetro del cilindro: 127 mm
- Carrera: 139,7 mm
- Cilindrada: 15,91 litros

### Componentes
- Alimentación: carburador Guzzetti
- Tipo de combustible: 87 octanos
- Sistema de enfriamiento: por aire

### Prestaciones
- Potencia máxima: 450 HP[1]
- Potencia de crucero: 390 HP.
- Potencia normal: 275 HP.
- Revoluciones: 2.250 RPM
- Consumo: 80 litros/hora a régimen de crucero.

## Uso en aviones
Entre los aviones de la F.M.A. que fueron impulsados con este motor se encuentran:
- I.Ae. 22 "DL", entrenador avanzado monomotor (1944)[2]

- I.A. 38 "Naranjero", ala volante cuatrimotor para transporte (1960)